# Bobsleigh aux Jeux olympiques de 2014 - Bob à quatre hommes
Navigation
Vancouver 2010 Pyeongchang 2018
L'épreuve de bobsleigh à quatre masculin des Jeux olympiques d'hiver de 2014 a lieu les 22 et 23 février 2014. Il s'agit de la 21e apparition de cette épreuve aux Jeux olympiques d'hiver. Les Russes remportent l'épreuve devant les Lettons et les Américains. En novembre 2017, les Russes sont disqualifiés en raison du dopage de Aleksandr Zubkov, Alekseï Negodaylo, Dmitry Trunenkov et d'Alekseï Voïevoda. Il en va de même pour l'équipe de Alexander Kasjanov qui s'était classée quatrième de la compétition. 

## Médaillés
| Or                                                                        | Argent                                                                      | Bronze                                                                    |
| Lettonie Oskars Melbārdis Arvis Vilkaste Daumants Dreiškens Jānis Strenga | États-Unis Steven Holcomb Steven Langton Curtis Tomasevicz Christopher Fogt | Grande-Bretagne John James Jackson Stuart Benson Bruce Tasker Joel Fearon |

## Résultats
Les vingt meilleurs équipages après trois manches se qualifient pour la quatrième manche.
| Rang                                | Dossard | Pays                       | Athlètes                                                                     | Manche 1   | Manche 2 | Manche 3 | Manche 4 | Total         | Retard  |
| ----------------------------------- | ------- | -------------------------- | ---------------------------------------------------------------------------- | ---------- | -------- | -------- | -------- | ------------- | ------- |
| DSQ                                 | 3       | Russie (RUS-1)             | Aleksandr Zubkov Dmitry Trunenkov Alexey Negodaylo Alekseï Voïevoda          | 54 s 82 TR | 55 s 37  | 55 s 02  | 55 s 39  | 3 min 40 s 60 | —       |
| Médaille d'or, Jeux olympiques      | 7       | Lettonie (LAT-1)           | Oskars Melbārdis Arvis Vilkaste Daumants Dreiškens Jānis Strenga             | 55 s 10    | 55 s 13  | 55 s 15  | 55 s 31  | 3 min 40 s 69 | +0 s 09 |
| Médaille d'argent, Jeux olympiques  | 2       | États-Unis (USA-1)         | Steven Holcomb Steven Langton Curtis Tomasevicz Christopher Fogt             | 54 s 89    | 55 s 47  | 55 s 30  | 55 s 33  | 3 min 40 s 99 | +0 s 39 |
| DSQ                                 | 6       | Russie (RUS-2)             | Alexander Kasjanov Maxim Belugin Ilvir Huzin Aleksei Pushkarev               | 55 s 11    | 55 s 41  | 55 s 29  | 55 s 21  | 3 min 41 s 02 | +0 s 42 |
| Médaille de bronze, Jeux olympiques | 12      | Grande-Bretagne (GBR-1)    | John James Jackson Bruce Tasker Stuart Benson Joel Fearon                    | 55 s 26    | 55 s 27  | 55 s 31  | 55 s 26  | 3 min 41 s 10 | +0 s 50 |
| 6                                   | 1       | Allemagne (GER-1)          | Maximilian Arndt Alexander Rödiger Marko Hübenbecker Martin Putze            | 54 s 88    | 55 s 47  | 55 s 47  | 55 s 60  | 3 min 41 s 42 | +0 s 82 |
| 7                                   | 4       | Allemagne (GER-3)          | Thomas Florschütz Kevin Kuske Joshua Bluhm Christian Poser                   | 55 s 06    | 55 s 42  | 55 s 47  | 55 s 53  | 3 min 41 s 51 | +0 s 91 |
| 8                                   | 11      | Suisse (SUI-1)             | Beat Hefti Jürg Egger Alex Baumann Thomas Lamparter                          | 55 s 21    | 55 s 34  | 55 s 60  | 55 s 60  | 3 min 41 s 75 | +1 s 15 |
| 9                                   | 9       | Canada (CAN-2)             | Lyndon Rush David Bissett Lascelles Brown Neville Wright                     | 55 s 35    | 55 s 43  | 55 s 60  | 55 s 38  | 3 min 41 s 76 | +1 s 16 |
| 10                                  | 8       | Allemagne (GER-2)          | Francesco Friedrich Gregor Bermbach Jannis Bäcker Thorsten Margis            | 55 s 15    | 55 s 43  | 55 s 81  | 55 s 41  | 3 min 41 s 80 | +1 s 20 |
| 11                                  | 14      | Pays-Bas (NED-1)           | Edwin van Calker Sybren Jansma Bror van der Zijde Arno Klaassen              | 55 s 55    | 55 s 57  | 55 s 82  | 55 s 75  | 3 min 42 s 69 | +2 s 09 |
| 12                                  | 13      | États-Unis (USA-2)         | Nick Cunningham Johnny Quinn Justin Olsen Dallas Robinson                    | 55 s 61    | 55 s 48  | 55 s 97  | 55 s 64  | 3 min 42 s 70 | +2 s 10 |
| 13                                  | 5       | Canada (CAN-1)             | Christopher Spring James McNaughton Timothy Randall Bryan Barnett            | 55 s 50    | 56 s 70  | 55 s 88  | 55 s 76  | 3 min 42 s 84 | +2 s 24 |
| 14                                  | 16      | Lettonie (LAT-2)           | Oskars Ķibermanis Helvijs Lūsis Raivis Broks Vairis Leiboms                  | 55 s 68    | 55 s 52  | 55 s 97  | 55 s 81  | 3 min 42 s 98 | +2 s 38 |
| 15                                  | 15      | Russie (RUS-3)             | Nikita Zakharov Nikolay Khrenkov Petr Moiseev Maxim Mokrousov                | 55 s 74    | 55 s 53  | 55 s 88  | 55 s 91  | 3 min 43 s 06 | +2 s 46 |
| 16                                  | 19      | République tchèque (CZE-1) | Jan Vrba Dominik Dvořák Dominik Suchý Michal Vacek                           | 55 s 95    | 55 s 47  | 55 s 95  | 55 s 80  | 3 min 43 s 17 | +2 s 57 |
| 17                                  | 22      | France (FRA-1)             | Loïc Costerg Florent Ribet Romain Heinrich Elly Lefort                       | 55 s 82    | 55 s 68  | 55 s 91  | 55 s 77  | 3 min 43 s 18 | +2 s 58 |
| 18                                  | 17      | Italie (ITA-1)             | Simone Bertazzo Samuele Romanini Simone Fontana Francesco Costa              | 55 s 78    | 55 s 73  | 56 s 06  | 55 s 88  | 3 min 43 s 45 | +2 s 85 |
| 19                                  | 18      | Grande-Bretagne (GBR-2)    | Lamin Deen Andrew Matthews John Baines Ben Simons                            | 55 s 91    | 55 s 60  | 56 s 06  | 55 s 95  | 3 min 43 s 52 | +2 s 92 |
| 20                                  | 21      | Corée du Sud (KOR-1)       | Won Yun-Jong Jun Jung-lin Suk Young-Jin Seo Young-woo                        | 56 s 12    | 55 s 97  | 56 s 25  | 55 s 88  | 3 min 44 s 22 | +3 s 62 |
| 21                                  | 24      | Autriche (AUT-1)           | Benjamin Maier Markus Sammer Stefan Withalm Angel Somov                      | 56 s 25    | 56 s 11  | 56 s 27  | NC       | 2 min 48 s 63 |         |
| 22                                  | 23      | Australie (AUS-1)          | Heath Spence Duncan Harvey Gareth Nichols Lucas Mata                         | 56 s 20    | 56 s 21  | 56 s 23  | NC       | 2 min 48 s 64 |         |
| 23                                  | 30      | France (FRA-2)             | Thibault Godefroy Vincent Ricard Jérémy Baillard Jérémie Boutherin           | 56 s 37    | 56 s 27  | 56 s 35  | NC       | 2 min 48 s 99 |         |
| 24                                  | 25      | Roumanie (ROU-1)           | Andreas Neagu Paul Muntean Florin Cezar Crăciun Dănuț Moldovan               | 56 s 25    | 56 s 16  | 56 s 62  | NC       | 2 min 49 s 03 |         |
| 25                                  | 28      | Slovaquie (SVK-1)          | Milan Jagnešák Lukáš Kožienka Petr Narovec Juraj Mokráš                      | 56 s 56    | 56 s 37  | 56 s 51  | NC       | 2 min 49 s 44 |         |
| 26                                  | 20      | Japon (JPN-1)              | Hiroshi Suzuki Shintaro Sato Toshiki Kuroiwa Hisashi Miyazaki                | 56 s 41    | 56 s 42  | 56 s 63  | NC       | 2 min 49 s 46 |         |
| DSQ                                 | 26      | Pologne (POL-1)            | Dawid Kupczyk Michal Kasperowicz Daniel Zalewski Paweł Mróz                  | 56 s 57    | 56 s 45  | 56 s 47  | NC       | 2 min 49 s 49 |         |
| 27                                  | 29      | Corée du Sud (KOR-2)       | Kim Dong-Hyun Kim Sik Kim Kyung-Hyun Oh Jea-Han                              | 56 s 98    | 56 s 77  | 56 s 89  | NC       | 2 min 50 s 64 |         |
| 28                                  | 27      | Brésil (BRA-1)             | Edson Bindilatti Edson Ricardo Martins Odirlei Pessoni Fabio Gonçalves Silva | 56 s 86    | 56 s 74  | 57 s 11  | NC       | 2 min 50 s 71 |         |
| 29                                  | 10      | Canada (CAN-3)             | Justin Kripps Cody Sorensen Jesse Lumsden Ben Coakwell                       | 55 s 17    | 59 s 91* | 55 s 72  | NC       | 2 min 50 s 80 |         |

- Le bob Canada 3 est retourné dans cette manche.